# Simulium defoliarti
Simulium defoliarti är en tvåvingeart som beskrevs av Stone och Peterson 1958. Simulium defoliarti ingår i släktet Simulium och familjen knott. Inga underarter finns listade i Catalogue of Life.